# هيئة تدريب القوات المسلحة (مصر)
هيئة تدريب القوات المسلحة هي إحدى هيئات القوات المسلحة المصرية وهي الجهة الوحيدة المنوطة بالتدريب لكل فرد مقاتل في القوات المسلحة.

## مهام الهيئة
- اتمام عملية التدريب للفرد المقاتل بالاشتراك مع جميع أجهزة وإدارات القوات المسلحة
- وضع الاهداف التدريبية والإستراتيجية والسياسات العامة للتدريب
- المحافظة علي الكفاءة التدريبية لتشكيلات ووحدات القوات المسلحة من خلال التخطيط والتنظيم والإشراف والتقييم
- تقديم المعاونة التدريبية ومساعدات التدريب لجميع عناصر القوات المسلحة
- تأهيل القادة والضباط وضباط الصف
- مراقبة جودة الأداء من خلال المرور والإشراف والمسابقات والتفتيشات
- اتمام التدريبات الثنائية التي تتم مع جميع الدول سواء العربية أو الأجنبية علي مدار العام
- التدريب علي أعلي مستوي باستخدام المحاكيات والمقلدات

## المنشآت التابعة
- مدارس التحرير للقوات المسلحة.

## المناورات التدريبية
الهيئة هي المسئولة عن التخطيط والتنفيذ للمناورات العسكرية الداخلية والمشاركة في المناورات الإقليمية والدولية بالتنسيق مع أفرع وهيئات وإدارات وأجهزة القوات المسلحة ومن أشهرها:

### مناورات شاملة(جواً وبحراً وبراً)
- مناورات النجم الساطع: بين مصر، أمريكا
- مناورات قادر: تجريها قيادة المنطقة الشمالية العسكرية

### الجوية
- مناورات حلبة النسر: بين مصر، أمريكا
- مناورات الربط الأساسي: بين مصر، أمريكا، السعودية، الكويت، الإمارات، البحرين
- مناورات فيصل: بين مصر، السعودية
- مناورات اليرموك: بين مصر، الكويت
- مناورات عين جالوت: بين مصر، الأردن
- مناورات حورس: بين مصر، اليونان
- مناورات حماة الصداقة: بين مصر، روسيا
- مناورات مجد: تجريها قيادة القوات الجوية المصرية

### دفاع جوي
- مناورات جاسر: تجريها قيادة قوات الدفاع الجوي المصرية

### البحرية
- مناورات تحية نسر: بين مصر، أمريكا
- مناورات بحر الصداقة: بين مصر، تركيا
- مناورات مرجان: بين مصر، السعودية
- مناورات الموج الأحمر: بين مصر، السعودية، الأردن، جيبوتي، السودان، اليمن
- مناورات خليفة: بين مصر، الإمارات
- مناورات كليوباترا: بين مصر، إيطاليا، ألمانيا وفرنسا
- مناورات أليكساندروبولي: بين مصر، اليونان
- مناورات الإسكندرية: بين مصر، اليونان
- مناورات ميدوزا: بين مصر، اليونان
- مناورات حمد: بين مصر، البحرين
- مناورات جسر الصداقة: بين مصر، روسيا
- مناورات رمسيس: بين مصر، فرنسا.[1]
- مناورات انتصار البحر: تجريها قيادة القوات البحرية المصرية
- مناورات ذات الصواري: تجريها قيادة القوات البحرية المصرية

### البرية
- مناورات الأفعى الحديدية: بين مصر، أمريكا
- مناورات العقبة: بين مصر، الأردن
- مناورات درع العرب: بين مصر، السعودية، الإمارات، الكويت، البحرين، الأردن
- مناورات تبوك: بين مصر، السعودية
- مناورات رعد الشمال: بين مصر، السعودية
- مناورات زايد: بين مصر، الإمارات
- مناورات سهام الحق: بين مصر، الإمارات
- مناورات الصباح: بين مصر، الكويت
- مناورات خالد بن الوليد: بين مصر، البحرين
- مناورات رعد: تجريها قيادة المنطقة الغربية العسكرية
- مناورات خالد: تجريها قيادة المنطقة الجنوبية العسكرية
- مناورات طاهر: تجريها قيادة المنطقة الشمالية العسكرية.[2]
- مناورات فاتح (المنطقة المركزية): تجريها قيادة المنطقة المركزية العسكرية
- مناورات فجر: تجريها قيادة المنطقة المركزية العسكرية
- مناورات بدر: تجريها قيادة الجيش الثالث الميداني
- مناورات تيمور: تجريها قيادة الجيش الثالث الميداني
- مناورات صمود: تجريها قيادة الجيش الثالث الميداني
- مناورات إعصار: تجريها قيادة الجيش الثالث الميداني
- مناورات نصر: تجريها قيادة الجيش الثاني الميداني
- مناورات بدوي: تجريها قيادة الجيش الثاني الميداني
- مناورات باهر: تجريها قيادة الجيش الثاني الميداني
- مناورات بشير: تجريها قيادة الجيش الثاني الميداني
- مناورات الفاتح (الحرب الكيماوية): تجريها إدارة الحرب الكيميائية.[3]
- مناورات طابا
- مناورات جالوت
- مناورات الأسد المتأهب
- مناورات دول الساحل والصحراء: بين مصر، السودان، نيجيريا، بوركينا فاسو

## رؤساء الهيئة
- لواء أركان حرب / شريف العرايشي.[4]
- لواء أركان حرب / أحمد محمود صفي الدين.[5]
- لواء أركان حرب / أسامة صلاح نجا.[6]
- لواء أركان حرب / خالد شوقي.[7]
- لواء أركان حرب / رفيق رأفت عرفات.[8]
- لواء أركان حرب / يحيى طه الحميلي. (2019 - 2020).[9]
- لواء أركان حرب / ناصر العاصي (مايو 2017 - 2019).[10]
- لواء أركان حرب / أحمد وصفي (مارس 2014 - مايو 2017).[11]
- لواء أركان حرب / إبراهيم نصوحي (2009 - مارس 2014).[12]
- لواء أركان حرب / أحمد مختار.[13]
- لواء أركان حرب / أبو بكر الجندي (يناير 2002 - ).[14]
- لواء أركان حرب / مصطفى عفيفي.[15]
- لواء أركان حرب / علي عبد الحميد عرفة.[16]
- لواء أركان حرب / أحمد تحسين شنن (1984 - 1986).[17]
- لواء أركان حرب / محمد فايق البوريني.[18]
- لواء أركان حرب / محمد حشمت جادو.[19]
- لواء أركان حرب / أحمد بدوي (1978 - 1978).[19]
- لواء أركان حرب / محمد عبد الغني الجمسي (1971 - 1972).[20]
- لواء أركان حرب / عبد المنعم خليل.[21]
- لواء أركان حرب / أحمد إسماعيل علي.[22]
- لواء أركان حرب / عبد المحسن مرتجي.[23]:141